# RayStorm
RayStorm (レイストーム?, Reisutōmu) è un videogioco arcade dalla grafica tridimensionale sviluppato e pubblicato dalla Taito nel 1996. Fa parte della serie "Ray" ed è il successore di RayForce; nonostante abbiano la stessa giocabilità, i due titoli non sono connessi tra loro in fatto di storia. Venne convertito per le piattaforme PlayStation, PC e Sega Saturn, quest'ultimo portante il nome di Layer Section II.
Anni dopo lo si è visto incluso nella versione PlayStation 2 della raccolta Taito Legends 2.

## Trama
Nell'anno 2119, i viaggi spaziali divennero realtà. Con tutte le nazioni sulla Terra che lavoravano insieme, l'umanità si espanse in tutto il sistema solare, fondando una colonia dopo l'altra. Per mantenere un ragionevole livello di pace e sicurezza, il governo della Terra istituì una "Federazione Stellare", la quale sarebbe stata responsabile del controllo di tutti i governi locali delle colonie.
Negli ultimi cento anni la Terra ha rapidamente espanso le sue colonie fino a Orione. Tuttavia, la Federazione Stellare ha trovato sempre più difficile mantenere la sicurezza in tutti i settori colonizzati. Pertanto, ha pesantemente messo tutte le venti colonie spaziali sotto una rigida legge marziale, mossa del quale le colonie stesse si ammutinarono. Sul pianeta Secilia, la più forte delle colonie, i ribelli fondarono la "Federazione Secilia" e iniziarono la loro lotta per la libertà. Ottennero vittorie schiaccianti e alla fine sconfissero la Terra e la sua Federazione Stellare. Non contenta di aver vinto la guerra, la Federazione Secilia trasferì tutti gli abitanti della Terra nelle colonie e annunciò la sua intenzione di distruggerla tramite l'invio di forze d'attacco speciali.
Sulla Terra, nascosta nelle profondità della Sezione Barca, è stata completata una nuova astronave, sviluppata con il nome in codice "R-GRAY". Venne costruita da tredici diverse astronavi Secilia e presenta un sistema di armi altamente sperimentale. Con il futuro di tutta l'umanità in gioco, questa è l'unica astronave in grado di iniziare disperatamente l'"Operazione RayStorm" per combattere la Federazione Secilia.

## Modalità di gioco
RayStorm mantiene il gameplay di RayForce, ove il giocatore usa un'arma laser simile a quella del Vulcan come offesa primaria e un'arma missilistica che può agganciare più bersagli e ottenere un moltiplicatore combo, accumulandosi in un totale di punti.
Una novità introdotta e l'aggiunta di un terzo pulsante che attiva un'arma letale se la barra è piena, scatenando un massiccio attacco a tutto schermo con un breve periodo di invincibilità in seguito. La barra si ricarica con gli attacchi ai nemici. Poiché il gioco è poligonale, la telecamera è fissata a 45° guardando verso il basso (anziché a 90° come con il predecessore), consentendo al giocatore di visualizzare i nemici distanti dai lati orizzontali dello schermo. Gli attacchi normali colpiscono i nemici che si trovano alla stessa altezza dell'R-Gray, mentre quelli a ricerca bersagliano solo i nemici che stanno sotto di essa. All'inizio della partita è possibile scegliere una dei due velivoli, che altera gli attacchi normali e guidati. Tuttavia, ogni nave ha un numero limitato di attacchi a ricerca tra una ricarica e l'altra.

## Accoglienza
La rivista Game Machine ha riferito che RayStorm è stato uno dei giochi arcade più popolari in Giappone nel settembre 1996.
La recensione di GameSpot della sua uscita giapponese lo ha definito "senza dubbio il miglior sparatutto attualmente disponibile su PlayStation". Lo staff del sito web ha elogiato i suoi "effetti di luce intensi e le meravigliose esplosioni che riempiono lo schermo" e le sue due colonne sonore di Zuntata, ma ha detto che parte della musica manca "dell'urgenza e dell'intensità che ci si aspetterebbe da uno sparatutto frenetico". Hanno aggiunto che "anche con impostazioni di difficoltà variabili, il gioco non è minimamente difficile quanto il suo predecessore (RayForce). Inoltre, l'arma principale non sembra essere così necessaria come lo era nell'originale". Recensendo la versione nordamericana, Dan Hsu di Electronic Gaming Monthly ha convenuto che il gioco non fornisce alcun impulso per usare altro che l'attacco lock-on, e in genere manca di varietà di armi e potenziamenti. Ha riassunto che "Giocare a RayStorm è come uscire con una ragazza meravigliosa senza cervello. Di sicuro sembra bello, ed è molto divertente per un po', ma presto ti renderai conto che ne vorrai di più". I suoi co-revisori Crispin Boyer e Sushi-X sono stati più positivi, poiché si sono concentrati esclusivamente sulla grafica e sulla musica. Scarry Larry di GamePro, tuttavia, ha detto che la musica "cerca di impressionare ma non ci riesce". Similmente a Hsu, trovò la grafica all'avanguardia e attraente, ma il gameplay troppo datato per piacere ai fan degli sparatutto moderni.
IGN criticò le somiglianze del gioco con Xevious 3D/G+ e lo definì "un po' corto", ma disse che aveva "una grafica incredibile, musica eccellente e un gameplay solido". Next Generation notò anche la somiglianza con Xevious 3D/G+ ma disse che RayStorm si distingueva per avere "un pesante anime influenza, principalmente sotto forma di potenti boss mech simili a Macross che faranno sicuramente venire l'acquolina in bocca al contingente di fanboy". Ha sostenuto il consenso schiacciante sul fatto che la grafica sia il punto forte del gioco e ha concluso, "Non si può sfuggire al debito che questo gioco ha con Xevious - e praticamente con tutti gli altri sparatutto successivi - ma se la prova di uno sparatutto moderno è nel suo design, allora RayStorm è davvero ben collaudato."